# Diskografie Raye
Toto je seznam vydané diskografie britské zpěvačky Raye.

## Alba

### Studiová alba
| Název                 | Detaily                                                   | Umístění v hitparádách | Umístění v hitparádách | Umístění v hitparádách | Umístění v hitparádách | Umístění v hitparádách | Umístění v hitparádách | Umístění v hitparádách | Umístění v hitparádách | Umístění v hitparádách | Umístění v hitparádách | Certifikace                         |
| Název                 | Detaily                                                   | UK                     | AUS                    | CAN                    | FRA                    | GER                    | IRE                    | NLD                    | NOR                    | NZ                     | US                     | Certifikace                         |
| --------------------- | --------------------------------------------------------- | ---------------------- | ---------------------- | ---------------------- | ---------------------- | ---------------------- | ---------------------- | ---------------------- | ---------------------- | ---------------------- | ---------------------- | ----------------------------------- |
| My 21st Century Blues | - Vydáno: 3. února 2023 - Vydavatelství: Human Re Sources | 2                      | 97                     | 25                     | 97                     | 34                     | 13                     | 30                     | 16                     | 34                     | 58                     | - BPI: Gold - MC: Gold - RMNZ: Gold |

### Koncertní alba
| Název                                                                                   | Detaily                                                    | Umístění v hitparádách | Umístění v hitparádách | Umístění v hitparádách | Umístění v hitparádách |
| Název                                                                                   | Detaily                                                    | UK                     | UK Indie               | UK Vinyl               | SCO                    |
| --------------------------------------------------------------------------------------- | ---------------------------------------------------------- | ---------------------- | ---------------------- | ---------------------- | ---------------------- |
| My 21st Century Symphony (Live at the Royal Albert Hall) (s the Heritage Orchestra)     | - Vydáno: 16. října 2023 - Vydavatelství: Human Re Sources | 83                     | 8                      | 11                     | 49                     |
| Live at Montreux Jazz Festival                                                          | - Vydáno: 13. září 2024 - Vydavatelství: Human Re Sources  | —                      | 22                     | —                      | —                      |
| "—" značí, že se nahrávka neumístila v hitparádách nebo v tomto území ani nebyla vydána |                                                            |                        |                        |                        |                        |

## Extended play
| Název                          | Detaily                                                    |
| ------------------------------ | ---------------------------------------------------------- |
| Welcome to the Winter          | - Vydáno: 11. prosince 2014 - Vydavatelství: samovydavatel |
| Second                         | - Vydáno: 11. srpna 2016 - Vydavatelství: Polydor          |
| Side Tape                      | - Vydáno: 4. května 2018 - Vydavatelství: Polydor          |
| Deezer Sessions                | - Vydáno: 21. dubna 2020 - Vydavatelství: Polydor          |
| Euphoric Sad Songs             | - Vydáno: 20. listopadu 2020 - Vydavatelství: Polydor      |
| Apple Music Home Session: Raye | - Vydáno: 23. července 2021 - Vydavatelství: Polydor       |

## Singly

### Jako hlavní umělkyně
| Název                                                                                   | Rok  | Umístění v hitparádách | Umístění v hitparádách | Umístění v hitparádách | Umístění v hitparádách | Umístění v hitparádách | Umístění v hitparádách | Umístění v hitparádách | Umístění v hitparádách | Umístění v hitparádách | Umístění v hitparádách | Certifikace | Album                 |
| Název                                                                                   | Rok  | UK                     | AUS                    | CAN                    | FRA                    | GER                    | IRE                    | NLD                    | SWE                    | US                     | WW                     | Certifikace | Album                 |
| --------------------------------------------------------------------------------------- | ---- | ---------------------- | ---------------------- | ---------------------- | ---------------------- | ---------------------- | ---------------------- | ---------------------- | ---------------------- | ---------------------- | ---------------------- | --- | --------------------- |
| "I, U, Us"                                                                              | 2016 | —                      | —                      | —                      | —                      | —                      | —                      | —                      | —                      | —                      | —                      | | Second                |
| "The Line"                                                                              | 2017 | 65                     | —                      | —                      | —                      | —                      | —                      | —                      | —                      | —                      | —                      | | Singl bez alb         |
| "Decline" (feat. Mr Eazi)                                                               | 2017 | 15                     | —                      | —                      | —                      | —                      | 28                     | —                      | —                      | —                      | —                      | - BPI: Platinum                                                                                                 | Side Tape             |
| "Cigarette" (s Mabel a Stefflon Don)                                                    | 2018 | 41                     | —                      | —                      | —                      | —                      | 74                     | —                      | —                      | —                      | —                      | - BPI: Gold | Side Tape             |
| "Friends"                                                                               | 2018 | 66                     | —                      | —                      | —                      | —                      | 67                     | —                      | —                      | —                      | —                      | | Singl bez alb         |
| "Love Me Again"                                                                         | 2019 | 55                     | —                      | —                      | —                      | —                      | 34                     | —                      | —                      | —                      | —                      | - BPI: Silver                                                                                                   | Euphoric Sad Songs    |
| "Make It to Heaven" (s David Guetta a Morten)                                           | 2019 | —                      | —                      | —                      | —                      | —                      | —                      | —                      | —                      | —                      | —                      | | Singly bez alb        |
| "Tequila" (s Jax Jones a Martin Solveig)                                                | 2020 | 21                     | —                      | —                      | —                      | —                      | 19                     | —                      | —                      | —                      | —                      | - BPI: Gold | Singly bez alb        |
| "Secrets" (s Regard)                                                                    | 2020 | 6                      | 24                     | —                      | 71                     | 84                     | 7                      | 17                     | 60                     | —                      | 122                    | - BPI: Platinum - ARIA: Platinum - BVMI: Gold - MC: Platinum - SNEP: Platinum                                   | Euphoric Sad Songs    |
| "Natalie Don't"                                                                         | 2020 | —                      | —                      | —                      | —                      | —                      | —                      | —                      | —                      | —                      | —                      | | Euphoric Sad Songs    |
| "Regardless" (s Rudimental)                                                             | 2020 | 37                     | —                      | —                      | —                      | —                      | 69                     | —                      | —                      | —                      | —                      | - BPI: Silver                                                                                                   | Euphoric Sad Songs    |
| "Bed" (s Joel Corry a David Guetta)                                                     | 2021 | 3                      | 20                     | 100                    | 139                    | 34                     | 3                      | 7                      | 76                     | —                      | 48                     | - BPI: 2× Platinum - ARIA: 2× Platinum - BVMI: Gold - MC: Platinum - SNEP: Gold                                 | Another Friday Night  |
| "Call on Me"                                                                            | 2021 | 64                     | —                      | —                      | —                      | —                      | 70                     | —                      | —                      | —                      | —                      | | Singly bez alb        |
| "I Don't Want You" (s Riton)                                                            | 2021 | 50                     | —                      | —                      | —                      | —                      | 49                     | —                      | —                      | —                      | —                      | - BPI: Silver                                                                                                   | Singly bez alb        |
| "Summer Love" (s Cassper Nyovest)                                                       | 2021 | —                      | —                      | —                      | —                      | —                      | —                      | —                      | —                      | —                      | —                      | | Singly bez alb        |
| "Waterfall" (s Disclosure)                                                              | 2022 | 67                     | —                      | —                      | —                      | —                      | —                      | —                      | —                      | —                      | —                      | | DEP11                 |
| "Hard Out Here"                                                                         | 2022 | —                      | —                      | —                      | —                      | —                      | —                      | —                      | —                      | —                      | —                      | | My 21st Century Blues |
| "Black Mascara"                                                                         | 2022 | —                      | —                      | —                      | —                      | —                      | —                      | —                      | —                      | —                      | —                      | | My 21st Century Blues |
| "Escapism" (feat. 070 Shake)                                                            | 2022 | 1                      | 3                      | 9                      | 35                     | 3                      | 1                      | 4                      | 4                      | 22                     | 7                      | - BPI: 3× Platinum - ARIA: 5× Platinum - GLF: Platinum - MC: 5× Platinum - RIAA: 2× Platinum - SNEP: Platinum   | My 21st Century Blues |
| "The Thrill Is Gone"                                                                    | 2022 | —                      | —                      | —                      | —                      | —                      | —                      | —                      | —                      | —                      | —                      | | My 21st Century Blues |
| "Ice Cream Man"                                                                         | 2023 | 69                     | —                      | —                      | —                      | —                      | —                      | —                      | —                      | —                      | —                      | | My 21st Century Blues |
| "Flip a Switch" (sólo nebo feat. Coi Leray)                                             | 2023 | 35                     | —                      | —                      | —                      | —                      | 36                     | —                      | —                      | —                      | —                      | - BPI: Silver                                                                                                   | My 21st Century Blues |
| "The Weekend" (se Stormzy)                                                              | 2023 | 23                     | —                      | —                      | —                      | —                      | 48                     | —                      | —                      | —                      | —                      | - BPI: Silver                                                                                                   | Šablona:TBA           |
| "Prada" (s Cassö a D-Block Europe)                                                      | 2023 | 2                      | 3                      | 50                     | 16                     | 1                      | 1                      | 1                      | 1                      | —                      | 21                     | - BPI: 2× Platinum - ARIA: 5× Platinum - BVMI: 3× Gold - GLF: Platinum - MC: Gold - RIAA: Gold - SNEP: Platinum | Singl bez alb         |
| "Worth It"                                                                              | 2023 | 33                     | —                      | —                      | —                      | —                      | 79                     | —                      | —                      | —                      | —                      | - BPI: Silver                                                                                                   | My 21st Century Blues |
| "Genesis"                                                                               | 2024 | 22                     | —                      | —                      | —                      | —                      | 53                     | —                      | —                      | —                      | —                      | | bude oznámeno         |
| "Moi" (se Central Cee)                                                                  | 2024 | 38                     | —                      | —                      | —                      | —                      | 72                     | —                      | —                      | —                      | —                      | | Singl bez alb         |
| "Oscar Winning Tears"                                                                   | 2024 | 52                     | —                      | —                      | —                      | —                      | 58                     | —                      | —                      | —                      | —                      | | My 21st Century Blues |
| "—" značí, že se nahrávka neumístila v hitparádách nebo v tomto území ani nebyla vydána |      |                        |                        |                        |                        |                        |                        |                        |                        |                        |                        | |                       |

### Jako vedlejší umělkyně
| Název                                                                                   | Rok  | Umístění v hitparádách | Umístění v hitparádách | Umístění v hitparádách | Umístění v hitparádách | Umístění v hitparádách | Umístění v hitparádách | Umístění v hitparádách | Umístění v hitparádách | Umístění v hitparádách | Umístění v hitparádách | Certifikace | Album                       |
| Název                                                                                   | Rok  | UK                     | AUS                    | CAN                    | FRA                    | GER                    | IRE                    | NLD                    | SWE                    | SWI                    | US Dance               | Certifikace | Album                       |
| --------------------------------------------------------------------------------------- | ---- | ---------------------- | ---------------------- | ---------------------- | ---------------------- | ---------------------- | ---------------------- | ---------------------- | ---------------------- | ---------------------- | ---------------------- | --- | --------------------------- |
| "By Your Side" (Jonas Blue feat. Raye)                                                  | 2016 | 15                     | 33                     | —                      | 110                    | 45                     | 13                     | 35                     | 94                     | 50                     | 17                     | - BPI: Platinum - ARIA: 2× Platinum - BVMI: Gold - RIAA: Gold - SNEP: Gold                                               | Blue                        |
| "You Don't Know Me" (Jax Jones feat. Raye)                                              | 2016 | 3                      | 12                     | 70                     | 2                      | 3                      | 3                      | 8                      | 6                      | 5                      | 13                     | - BPI: 3× Platinum - ARIA: 3× Platinum - BVMI: 3× Gold - GLF: 2× Platinum - MC: 2× Platinum - RIAA: Gold - SNEP: Diamond | Snacks                      |
| "Bridge over Troubled Water" (jako Artists for Grenfell)                                | 2017 | 1                      | 53                     | —                      | 111                    | 25                     | —                      | —                      | —                      | 28                     | —                      | - BPI: Gold | Singl bez alb               |
| "Check" (s Kojo Funds)                                                                  | 2018 | 26                     | —                      | —                      | —                      | —                      | —                      | —                      | —                      | —                      | —                      | - BPI: Gold | Golden Boy                  |
| "Tied Up" (Major Lazer feat. Mr Eazi & Raye)                                            | 2018 | —                      | —                      | —                      | —                      | —                      | —                      | —                      | —                      | —                      | 30                     | | Major Lazer Essentials      |
| "Tipsy" (Odunsi (The Engine) feat. Raye)                                                | 2019 | —                      | —                      | —                      | —                      | —                      | —                      | —                      | —                      | —                      | —                      | | Singly bez alb              |
| "Stay (Don't Go Away)" (David Guetta feat. Raye)                                        | 2019 | 41                     | —                      | —                      | 155                    | —                      | 42                     | —                      | 72                     | —                      | 18                     | - BPI: Silver - SNEP: Gold                                                                                               | Singly bez alb              |
| "Thank You" (Pvris feat. Raye)                                                          | 2020 | —                      | —                      | —                      | —                      | —                      | —                      | —                      | —                      | —                      | —                      | | Use Me                      |
| "Ferrari Horses" (D-Block Europe feat. Raye)                                            | 2021 | 14                     | —                      | —                      | —                      | —                      | 27                     | —                      | —                      | —                      | —                      | - BPI: Platinum | The Blue Print: Us vs. Them |
| "Go Girl" (Miraa May feat. Raye)                                                        | 2021 | —                      | —                      | —                      | —                      | —                      | —                      | —                      | —                      | —                      | —                      | | Singly bez alb              |
| "Money Calling" (Da Beatfreakz feat. Russ Millions, Raye, a wewantwraiths)              | 2021 | 48                     | —                      | —                      | —                      | —                      | —                      | —                      | —                      | —                      | —                      | - BPI: Silver | Singly bez alb              |
| "You Can't Change Me" (David Guetta a Morten feat. Raye)                                | 2022 | —                      | —                      | —                      | —                      | —                      | —                      | —                      | —                      | —                      | 39                     | | Episode 2                   |
| "Born Again" (Lisa feat. Doja Cat a Raye)                                               | 2025 | —                      | —                      | —                      | —                      | —                      | —                      | —                      | —                      | —                      | —                      | | Alter Ego                   |
| "—" značí, že se nahrávka neumístila v hitparádách nebo v tomto území ani nebyla vydána |      |                        |                        |                        |                        |                        |                        |                        |                        |                        |                        | |                             |

### Promo singly
| Název                                       | Rok  | Album                 |
| ------------------------------------------- | ---- | --------------------- |
| "Bet U Wish"                                | 2014 | Welcome to the Winter |
| "Flowers"                                   | 2015 | Singly bez alb        |
| "Alien" (feat. Avelino)                     | 2015 | Singly bez alb        |
| "Shine"                                     | 2015 | Singly bez alb        |
| "Distraction"                               | 2016 | Second                |
| "Ambition" (feat. Stormzy)                  | 2016 | Second                |
| "Sober (Stripped)"                          | 2017 | Singl bez alb         |
| "Confidence" (s Maleek Berry a Nana Rogues) | 2018 | Side Tape             |
| "Please Don't Touch"                        | 2019 | Euphoric Sad Songs    |
| "All of My Love" (s Young Adz)              | 2020 | Singly bez alb        |
| "Mother Nature" (s Hans Zimmer)             | 2023 | Singly bez alb        |
| "Fly Me to the Moon"                        | 2024 | Singly bez alb        |

## Další umístěné písně
| Název                                        | Rok  | Umístění v hitparádě | Album        |
| Název                                        | Rok  | US Dance             | Album        |
| -------------------------------------------- | ---- | -------------------- | ------------ |
| "Breaking News" (Louis the Child feat. Raye) | 2018 | 45                   | Kids at Play |

## Spoluumělkyně
| Název                                | Rok  | Další umělec                                     | Album                                                                       |
| ------------------------------------ | ---- | ------------------------------------------------ | --------------------------------------------------------------------------- |
| "Ego"                                | 2015 | Chris Loco                                       | See No Evil – EP                                                            |
| "War"                                | 2016 | Nas                                              | The Birth of A Nation: The Inspired By Album                                |
| "After the Afterparty" (VIP Mix)     | 2017 | Charli XCX, Rita Ora, Stefflon Don               | Singl bez alb                                                               |
| "Dreamer"                            | 2017 | Charli XCX, Starrah                              | Number 1 Angel                                                              |
| "Glue"                               | 2017 | Somewhere Else                                   | Singl bez alb                                                               |
| "Body Language"                      | 2017 | Pete Tong, Jules Buckley, Heritage Orchestra     | Ibiza Classics                                                              |
| "Breaking News"                      | 2018 | Louis the Child                                  | Kids At Play                                                                |
| "The Fruits"                         | 2019 | Col3trane, DJDS                                  | Heroine                                                                     |
| "1by1"                               | 2019 | Rudimental, Maleek Berry                         | Toast to Our Differences                                                    |
| "Odo"                                | 2019 | King Promise                                     | As Promised                                                                 |
| "South East London"                  | 2019 | žádné                                            | Rapman Presents: Blue Story (Music Inspired By the Original Motion Picture) |
| "Kiss My (Uh-Oh)" (Girl Power Remix) | 2021 | Anne-Marie, Little Mix, Becky Hill, Stefflon Don | Remix bez alb                                                               |
| "Wys"                                | 2021 | Tion Wayne                                       | Green With Envy                                                             |
| "Better Things" (Raye remix)         | 2023 | Aespa                                            | Remix bez alb                                                               |
| "Paralyzed"                          | 2024 | Lucky Daye                                       | Algorithm                                                                   |